# Somsak Wongyai
Somsak Wongyai (thailändisch สมศักดิ์ วงษ์ใหญ่, * 30. April 1980) ist ein ehemaliger thailändischer Fußballspieler.

## Karriere
Somsak Wongyai stand von 2014 bis 2018 beim Sisaket FC unter Vertrag. Wo er vorher gespielt hat, ist unbekannt. Der Verein aus Sisaket spielte in der ersten Liga des Landes, der Thai Premier League. 2015 stand er mit dem Verein im Finale des Thai League Cup. Das Endspiel verlor man gegen Buriram United mit 1:0. Für Sisaket absolvierte er 44 Erstligaspiele. Ende 2017 stieg er mit Sisaket in die zweite Liga ab. Hier spielte er noch ein Jahr für den Verein.
Am 1. Januar 2018 beendete Somsak Wongyai seine Karriere als Fußballspieler.

## Erfolge
Sisaket FC
- Thai League Cup: 2015 (Finalist)